# لوکا ماسترانتونیو
لوکا ماسترانتونیو (انگلیسی: Luca Mastrantonio؛ زادهٔ ۲۷ مهٔ ۱۹۹۶) بازیکن فوتبال است.